# Pangrapta peturbans
Pangrapta peturbans är en fjärilsart som beskrevs av Walker 1858. Pangrapta peturbans ingår i släktet Pangrapta och familjen nattflyn. Inga underarter finns listade i Catalogue of Life.